# スティーブン・リパード
スティーブン・リパード（Stephen J. Lippard, 1940年10月12日 - ）は、アメリカ合衆国の化学者。マサチューセッツ工科大学教授。ペンシルベニア州ピッツバーグ出身。 生物無機化学の第一人者と見做されている。

## 来歴
1962年にハバフォード大学で学士号を、1965年にマサチューセッツ工科大学(MIT)で博士号を取得した。1966年にコロンビア大学助教授、1972年に教授となる。1983年からはMITに戻り、1995年から2005年まではMITの化学部門の責任者を務めた。

## 受賞歴
- 1987年 - レムセン賞
- 1995年 - ウィリアム・H・ニコルズ賞
- 2004年 - アメリカ国家科学賞
- 2009年 - ライナス・ポーリング賞
- 2010年 - トムソン・ロイター引用栄誉賞、センテナリー賞
- 2014年 - プリーストリー賞
- 2015年 - ベンジャミン・フランクリン・メダル
- 2016年 - ウェルチ化学賞、F・A・コットン・メダル
- 2017年 - アメリカ化学者協会ゴールドメダル

## 参照
1. ↑  Halford, Bethany (March 17, 2014). “Trailblazer And Mentor”. Chemical & Engineering News 92 (11) 2017年3月24日閲覧。.
2. ↑  “Stephen J. Lippard”.  Massachusetts Institute of Technology. 2015年2月6日閲覧。